# Nesticella beccus
Espèce
Nesticella beccus est une espèce d'araignées aranéomorphes de la famille des Nesticidae.

## Distribution
Cette espèce se rencontre au Laos, en Thaïlande et en Chine au Yunnan,.

## Description
Le mâle holotype mesure 2,90 mm et la femelle paratype 3,25 mm, les mâles mesurent de 2,50 à 3,00 mm et les femelles de 2,80 à 4,00 mm.

## Systématique et taxinomie
Cette espèce a été décrite par Grall et Jäger en 2016.

## Publication originale
- Grall & Jäger, 2016 : « Four new species of the spider genus Nesticella Lehtinen & Saaristo, 1980 from Laos, Thailand and Myanmar and the first description of the male of Nesticella yui Wunderlich & Song, 1995 with a proposed new diagnostic character for the family Nesticidae Simon, 1894 (Arachnida, Araneae). » Zootaxa, no 4085(2), p. 248-264.